# Sonja Jauković
Sonja Jauković (ur. 13 stycznia 1946 w Belgradzie) – jugosłowiańska i serbska aktorka teatralna, filmowa i telewizyjna.

## Wybrane role filmowe
- 1982: 13 lipca (13. jul) – Miluša
- 1984: Cud niebywały (Čudo neviđeno) – kelnerka
- 1988: Zaboravljeni – Młoda
- 1999: U ime oca i sina – Marica Miletić